# Arytaina meridionalis
Arytaina meridionalis är en insektsart som beskrevs av Crawford 1919. Arytaina meridionalis ingår i släktet Arytaina och familjen rundbladloppor. Inga underarter finns listade i Catalogue of Life.